# アシュレー・ジョンソン
アシュレー・ジョンソン（Ashley Johnson、1983年8月9日 - ）は、アメリカ合衆国の女優。
代表作は『愉快なシーバー家』（クリスティン・シーバー）および『ブラインドスポット タトゥーの女』(パターソン)。

## 来歴

### 初期
カリフォルニア州カマリロにて、インデペンデント映画監督のナンシー(旧姓 Spruiell)と、 Clifford Johnsonの末娘として生まれた。兄のクリスはThe Districtにかかわったことがあり、姉のヘイリーとはバンドを組んだことがある。アシュレーはスウェーデン人、ノルウェー人、アイルランド人、スコットランド人、アメリカ･インディアンの血を引いている。
生後わずか9日後に、父親の仕事の都合でミシガン州に移り、デトロイトの北にあるフランクリンに移り住んだ。姉妹で Miss Jr. Michiganのタイトルを獲得した後、アシュレーは15歳で高校を卒業した。現在はen:International School of Musicに入学し、ヴァイオリンとピアノについて勉強している。俳優・音楽学校生として活動していない時は友人兼助手の Mila Shahとともに写真会社 Infinity Picturesを経営している 。

### 女優として
幼いころから俳優としての修業を積み、6歳の時、『愉快なシーバー家』でクリスティン・シーバーの役で出演した。その後もテレビアニメ『リセス 〜ぼくらの休み時間〜』などを含むテレビ番組などに出演し、2000年のコメディ映画『ハート・オブ・ウーマン』では メル・ギブソンの娘役を演じた。2008年、『ダート』でブリトニー・スピアーズをモデルにした女優の卵シャーリー・ケイツを演じた。

## 出演作品

### 映画
- ファイナル・ミッション Columbus Day (2008) - アラナ
- ピザ男の異常な愛情 Otis (2008) - ライリー・ローソン
- 最凶家族計画  The Brothers Solomon (2007) - Patricia
- ファーストフード・ネイション Fast Food Nation (2006)
- Nearing Grace (2005)
- King of the Corner (2004)
- Killer Diller (2004) - アンジー
- The Failures (2003)
- Rustin (2001)
- ハート・オブ・ウーマン What Women Want (2000)
- 地上より何処かで Anywhere But Here (1999)
- Marionette (1999/I)
- テキサス、ポップ81 Dancer, Texas Pop. 81 (1998)
- 9か月 Nine Months (1995)
- ライオンハート Lionheart (1990)

### テレビドラマ・テレビ映画
- ER緊急救命室 -  Dana Ellis役で出演 (1998)  (TV)
- メンタリスト The Mentalist (2008) - Clara Tennant
- Dollhouse(2009)Wendy/Caroline役でゲスト出演
- ダート Dirt (2008)
- CSI:科学捜査班 CSI: Crime Scene Investigation - 『ゾンビボクサー』にDreama Littleとしてゲスト出演 (2007)  (TV)
- Kelly Kelly (1998)
- 名探偵モンク Monk 第11話「転職で天職」 (原題Mr. Monk is At Your Service)にゲスト出演 (2007) (TV)
- ウイングス Wings (1997)
- ロズウェル - 星の恋人たち Roswell (2002) - アイリーン(Eileen Burrows)役で「潜入」と「復活」に出演
- Roseanne -リサ(1話分のみ出演, 1995)
- All American Girl (1994)
- In the Shadows, Someone's Watching (1993)
- Phenom (1993)
- Men Don't Tell (1993)
- Moloney (1996)
- アニー2 Annie: A Royal Adventure! (1995)
- Maybe This Time (1995)
- 愉快なシーバー家 Growing Pains (1985)
  - 愉快なシーバー家　ママの選挙運動 The Growing Pains Movie (2000)
  - Growing Pains: Return of the Seavers (2004)
- Partners (1999/II)
- ブラインドスポット タトゥーの女 Blindspot (2015-2020)
- The Last of Us The Last of Us (2023)

### テレビアニメ
- ベン10:エイアン・フォース Ben 10: Alien Force (2008)（グウェン・テニスン）
- スーパー・ロボット・モンキー・チーム・ハイパーフォース GO! Super Robot Monkey Team Hyperforce Go! (2004) （ジンメイ）
- ティーン・タイタンズ Teen Titans (2003-2006)  （テラ）
- リセス 〜ぼくらの休み時間〜 Recess (1997)  （グレッチェン）
- ジュマンジ Jumanji (1996)  （ピーター・シェパード）
- The Town That Santa Forgot (1993) (テレビスペシャル)

### 劇場アニメ
- The Indescribable Nth (2000)
- リセス 〜ぼくらの夏休みを守れ!〜 Recess: School's Out (2001)

### OVA
- リセス ぼくらの冬休み Recess Christmas: Miracle on Third Street (2001)
- Recess: All Growed Down (2003)
- Recess: Taking the Fifth Grade (2003)

### ゲーム
- The Last of Us  (2013)（エリー）
- The Last of Us Part ll (2020) (エリー)